# Hesperian (Schiff)
Die RMS Hesperian war ein 1908 in Dienst gestelltes Passagierschiff der kanadisch-britischen Reederei Allan Line, das im transatlantischen Linienverkehr zwischen Großbritannien und Kanada eingesetzt wurde. Am 4. September 1915 wurde die Hesperian vor der irischen Südküste von dem deutschen U-Boot U 20 ohne Vorwarnung torpediert und sank zwei Tage später 130 Seemeilen westlich von Queenstown. 32 Passagiere und Besatzungsmitglieder kamen ums Leben. Es handelte sich um dasselbe U-Boot, welches vier Monate zuvor in etwa der gleichen Region den britischen Luxusdampfer Lusitania versenkt hatte, was für politische Spannungen zwischen dem Deutschen Kaiserreich und den Vereinigten Staaten gesorgt hatte.

## Das Schiff
Der 10.920 BRT große, aus Stahl gebaute Passagier- und Frachtdampfer RMS Hesperian gehörte der Allan Line, einer 1854 gegründeten kanadisch-britischen Schifffahrtsgesellschaft, die zu den führenden Reedereien im transatlantischen Liniendienst zwischen Europa und Nordamerika gehörte. Sie wurde von der schottischen Werft Alexander Stephen & Sons Ltd. auf dem Fluss Clyde in Glasgow gebaut und bediente zwischen 1908 und 1915 die Route Liverpool–Quebec–Montreal. Sie war ein Schwesterschiff der Grampian (10.187 BRT) und der Corsican (11.419 BRT). Diese drei Dampfer waren die bis dahin größten Schiffe der Allan Line-Flotte.
Das 147,8 Meter lange und 18,3 Meter breite Dampfturbinenschiff wurde von zwei Propellern angetrieben und konnte 210 Passagiere in der Ersten, 250 in der Zweiten und 1000 in der Dritten Klasse aufnehmen. Die Hesperian verließ Glasgow am 25. April 1908 zu ihrer Jungfernfahrt mit Ziel Quebec und Montreal. Im Januar 1910 wurde sie von Canadian Pacific Railway, der auch die Empress of Ireland gehörte, für eine Fahrt von Liverpool nach St. John an der kanadischen Ostküste gechartert.
Die Hesperian hatte acht Decks, einen Schornstein und zwei Masten und war mit Elektrizität, einem Ventilationssystem zur Frischluftversorgung sowie einem Marconi-Funkgerät für drahtlose Telegrafie ausgestattet. Zur Rettungsausrüstung gehörten 16 Rettungsboote und zehn klappbare Faltboote.

## Versenkung

### Abfahrt in Liverpool
Die Hesperian verließ Liverpool am Freitag, dem 3. September 1915 um 19.00 Uhr zu einer weiteren Überfahrt nach Quebec und Montreal. Kommandiert wurde sie von Kapitän William S. Main. An Bord befanden sich 814 Passagiere und 300 Besatzungsmitglieder. Der Passagierdampfer war dafür eingeteilt worden, neben Fracht und Passagieren auch Truppenteile zu transportieren. Auch auf dieser Fahrt war dies der Fall.
Unter den Passagieren befanden sich keine US-Amerikaner, aber einer der Stewards war amerikanischer Staatsangehörigkeit. Die meisten waren Briten oder Kanadier, wie zum Beispiel Ellen Carbery aus St. John, Gründerin von Ellen Carbery’s Ladies Emporium, einem der ersten privaten kanadischen Frauenausstatter (kam ums Leben); Marjorie Campbell Robarts, Schwester von John Robarts, einem hohen kanadischen Würdenträger der Bahai-Religion (überlebte) oder Major Percy Guthrie, kanadischer Bataillonskommandant und ehemaliges Mitglied der Legislativversammlung von New Brunswick (überlebte). Den Passagieren war das Risiko, von einem deutschen U-Boot angegriffen oder auf eine deutsche Mine zu laufen, durchaus bewusst, da im Verlauf des U-Boot-Kriegs bereits zahlreiche britische Handelsschiffe versenkt worden waren.
Ebenfalls an Bord befand sich der einbalsamierte Leichnam von Frances Stephens, der Witwe des kanadischen Politikers George Washington Stephens. Frances Stephens war vier Monate zuvor bei der Versenkung der RMS Lusitania ums Leben gekommen und sollte auf der Hesperian nach Montreal überführt werden, um dort neben ihrem Ehemann begraben werden zu können. Sie fiel daher zweimal einem Angriff von demselben U-Boot unter dem gleichen Kommandanten zum Opfer und fand so ihre letzte Ruhestätte auf dem Grund des Atlantiks anstatt neben ihrem Mann.

### Der U-Boot-Angriff
Das deutsche U-Boot der Kaiserlichen Marine U 20 unter dem Kommando des 30-jährigen Kapitänleutnants Walther Schwieger befand sich am Abend des 4. September 1915 etwa 85 Meilen vor Fastnet Rock, einer kleinen Felseninsel vor der Küste der irischen Grafschaft Cork, und wartete auf potenzielle Angriffsziele. Schwieger sichtete den im Zickzackkurs mit Höchstgeschwindigkeit westwärts fahrenden Ozeandampfer nur wenige Stunden, nachdem dieser Liverpool verlassen hatte. Obwohl er weder Identität noch Einsatzzweck des Schiffes kannte, traf er sofort die Entscheidung zum Angriff.
Der Torpedo schlug um 20.30 Uhr in der Steuerbordseite des Bugs ein und explodierte im vorderen Maschinenraum. Eine Wand aus Wasser und Trümmern schoss in die Luft und schlug mit großer Kraft auf der Brücke und dem Bootsdeck ein, wo sie erheblichen Schaden anrichtete. Das Schiff erzitterte und begann sofort, sich nach Steuerbord zu neigen, sodass Möbel verrutschten und Geschirr zerbrach. Dampf aus dem Maschinenraum stieg auf und hüllte die oberen Decks ein. Kapitän Main ließ das getroffene Schiff sofort stoppen, die Alarmglocken schrillen und das SOS-Signal senden. Außerdem gab er seinen Offizieren den Befehl zum Abfieren der Rettungsboote. Die Evakuierung verlief den Umständen entsprechend in geordneten Verhältnissen, und die meisten Boote konnten sicher bemannt und zu Wasser gelassen werden. Augenzeugen berichteten später, dass es keine große Panik unter den Passagieren gegeben hatte.
Nach weniger als einer Stunde war das Schiff evakuiert, nur der Kapitän und einige Offiziere waren als so genannte „Skeleton Crew“ (Rumpfmannschaft) an Bord geblieben, da Kapitän Main hoffte, die Hesperian doch noch in einen nahen Hafen schleppen oder auf Grund laufen lassen zu können. Durch die Schottenkonstruktion der Hesperian hielt sich das Schiff noch lange über Wasser, ging aber schließlich am 6. September etwa 130 Seemeilen westlich von Fastnet Rock unter.
Insgesamt kamen 32 Menschen durch den Vorfall ums Leben, als sich eines der Rettungsboote auf der Backbordseite beim Abfieren überschlug und seine Insassen ins Meer warf, darunter 20 männliche Besatzungsmitglieder, die Stewardessen Mary Green und Elizabeth Kennedy, der kanadische Soldat Charles Kingsley sowie neun zivile Passagiere, darunter sechs Frauen und ein elf Monate altes Mädchen. Die Überlebenden wurden noch während der Nacht von mehreren in der Nähe befindlichen Schiffen geborgen und nach Irland gebracht.
Im Gegensatz zur Versenkung der Lusitania wurde Schwieger nach seiner Rückkehr nach Wilhelmshaven nicht zu seiner erfolgreichen Feindfahrt gratuliert. Er wurde nach Berlin geordert, um dort seine Tat zu rechtfertigen und sich offiziell zu entschuldigen. Ihm wurde vorgeworfen, ohne Vorwarnung einen weiteren unbewaffneten Passagierdampfer versenkt zu haben, obwohl es direkte Anweisungen an die U-Boot-Kommandanten gab, dies nicht mehr zu tun. Der Kaiser wollte keinen weiteren Fall wie den der Lusitania riskieren.